# Péter Gárdos (regizor)
Péter Gárdos (n. 8 iunie 1948, Budapesta, Republica Ungară⁠(d)) este un regizor de film maghiar, laureat al premiului Béla Balázs. 

## Biografie
A absolvit în 1971 studii de limbile maghiară și rusă la Universitatea Eötvös Loránd din Budapesta. A lucrat mai întâi ca asistent de regie și apoi ca regizor la studioul MAFILM Híradó- és Dokumentumfilm Stúdiójában. Primul său film de lungmetraj, Uramisten, a fost realizat la studiul de film Hunnia.
Până în 2015 a fost director artistic al teatrului Pinceszínház și apoi a devenit șef de catedră la BKF (Budapesti Metropolitan Egyetem).

## Filmografie
- 1972: Víz - minden mennyiségben
- 1972: Szobrok és alkotók
- 1972: Ideál '72
- 1972: A gyermekek világából
- 1972: …és télen még rosszabb!
- 1973: Utazás a Föld körül
- 1973: Modernség '73
- 1974: Az új elnök öröksége
- 1974: Új arcok éve
- 1974: Országgyűlés
- 1974: Forradalmi Ifjúsági Napok
- 1974: Elsőéves népnevelők
- 1975: Kultúrközpont
- 1975: Kirándulás
- 1975: Kártyaparti este 7-kor
- 1976: Egy tiszt levele
- 1976: Kibontakozás
- 1976: Két nap élet
- 1977: Skorpió Rt.
- 1977: Lidérc
- 1978: Halálosztók
- 1979: Ketrec
- 1979: A gondolat él
- 1980: Vészcsengő
- 1980: Tragoletto
- 1981: Tiszteletkör
- 1981: Semmi vagy minden
- 1982: A tanítványok
- 1982: Manőver
- 1983: Kis ember nagy élete
- 1984: Uramisten
- 1985: A 28-as csapó
- 1987: Üveg
- 1987: Szamárköhögés
- 1988: Video-világ
- 1988: Szünet
- 1989: A hecc [nefuncțională]
- 1989: Diploma
- 1992: A skorpió megeszi az ikreket reggelire
- 1994: A brooklyn-i testvér
- 1995: Éretlenek
- 1997: Showbálvány
- 1998: Üstökös
- 2001: Az utolsó blues
- 2004: A porcelánbaba (2005 Filmszemle - premiul pentru cel mai bun regizor)
- 2005: Az Aranyember (serial TV)
- 2005: Az igazi Mikulás
- 2006: Az ősz 17 pillanata
- 2008: Fordítva
- 2008: Arcok a homályból
- 2009: Tréfa (2009 Filmszemle – premiul pentru cel mai bun regizor)
- 2015: Hajnali láz (coproducție maghiaro-suedeză-israeliană)

## Spectacole de teatru regizate
- 1989 Jégkirálynő
- 1991 Óz, a csodák csodája
- 1993 A három testőr
- 1996 Varázsfuvola
- 1998 Annie
- 1998 Chicago
- 1999 The Bad Woman
- 2001 Mámor
- 2002 Othello, a velencei mór
- 2003 Kean, the Actor
- 2003 A patikus, avagy orvos is lehet tisztességes

## Carte
- Hajnali láz (roman) – Olvasó Sarok Kiadó, 2010; Libri Könyvkiadó, 2015.

## Premii și distincții
- 1985 – Festivalul Internațional de Film de la Montreal – Premiul special al juriului (Uramisten)
- 1985 – Festivalul Internațional de Film de la Chicago – Premiul Hugó de aur (Uramisten)
- 1987 – Festivalul Internațional de Film de la Montreal – Premiul Fipresci (Szamárköhögés)
- 1987 – Festivalul Internațional de Film de la Chicago – Premiul Hugó de aur (Szamárköhögés)
- 1988 – Festivalul Internațional de Film pentru copii de la Frankfurt – Marele Premiu (Szamárköhögés)
- 1988 – Festivalul Internațional de Film Troia - Premiul pentru cel mai bun regizor (Szamárköhögés)
- 1989 – Festivalul Internațional de Film de la Vevey – Premiul Pierrot de aur (Szamárköhögés)
- 1989 – Festivalul Internațional de Film de la Bludenz – Marele Premiu (Szamárköhögés)
- 1989 – Premiul Béla Balázs
- 1997 – Festivalul Internațional de Film de la Salerno – Premiul Asociației Cinematografice Italiene (A brooklyni testvér)
- 1998 – Festivalul Internațional de Film de la Montecatini – Premiul special al juriului (Az üstökös)
- 1999 – Festivalul de programe de televiziune de la Budapesta – Premiul pentru cea mai bună emisiune TV (Showbálvány)
- 2002 – Festivalul Internațional de Film de la Cairo – Piramida de Aur (Az utolsó blues)
- 2003 – Festivalul Internațional de Film de la Houston – Remi de Argint (Az utolsó blues)
- 2005 – Săptămâna filmului de la Budapesta – Premiul pentru cel mai bun regizor (A porcelánbaba)
- 2005 – Săptămâna filmului de la Budapesta – Premiul Moskowitz al criticii străine (A porcelánbaba)
- 2005 – Festivalul Internațional de Film de la Moscova – Diploma criticilor ruși (A porcelánbaba)
- 2005 – Festivalul Internațional de Film de la Leeuwarden – Marele Premiu Matad’or (A porcelánbaba)
- 2006 – Premiul criticilor de film maghiari
- 2008 – Premiul „Budapestért”
- 2009 – Săptămâna filmului de la Budapesta - Premiul pentru cel mai bun regizor (Tréfa)
- 2009 – Festivalul Internațional de Film de la Ourense – Premiul special al juriului (Tréfa)
- 2010 – Premiul Special al Criticii de Film Maghiare (Tréfa)
- 2010 – Festivalul Internațional de Film polițist de la Moscova – Premiul special al juriului (Tréfa)
- 2016 – Festivalul de Film Cinequest filmfesztivál – Premiul pentru cel mai bun film de lung metraj (Hajnali láz)[3]
- 2016 – Festivalul Internațional de Film de la Varna – Premiul pentru cel mai bun regizor (Hajnali láz)[4]